# Ventoux (film)
Pour les articles homonymes, voir Ventoux.
Pour plus de détails, voir Fiche technique et Distribution.
Ventoux est un film néerlandais réalisé par Nicole van Kilsdonk et sorti en 2015.

## Synopsis
C'était en juillet 1982. Ils étaient cinq étudiants néerlandais, descendus en Provence pour tenter la légendaire ascension du mont Ventoux en vélo. Cinq copains, et puis Laura, l'amie de Peter, le poète fou. Mais Laura s'était retrouvée dans les bras de Bart. Et Peter n'est pas revenu. Mais Laura s'est éclipsée.
En 2015, les quatre copains décident de retenter l'aventure, autant pour redonner un coup de fouet à l'amitié, bien écornée par le passé, qu'exorciser le souvenir. Et voilà que Laura, à Avignon pour le festival, refait signe à Bart.

## Fiche technique
- Titre : Ventoux
- Réalisation : Nicole van Kilsdonk
- Scénario : Nicole van Kilsdonk et Bert Wagendorp (nl), d'après le roman éponyme (2013) de ce dernier.
- Photographie : Anton Mertens
- Montage : Moot de Groot
- Production : Hans de Wolf, Hanneke Niens
- Pays d'origine : Pays-Bas
- Langue originale : néerlandais, français
- Durée : 104 minutes (1 h 44)
- Format : couleurs - Cinémascope — stéréo
- Date de sortie : 
  - Pays-Bas : 14 mai 2015

## Distribution
- Kasper van Kooten (nl) : Bart
- Alex Hendrickx : Bart jeune
- Maruschka Detmers : Laura
- Abbey Hoes : Laura jeune
- Wilfried de Jong (nl) : André
- Martijn Lakemeier : Peter
- Wim Opbrouck : David
- Bram Verrecas : David jeune
- Leopold Witte : Joost
- Jip van den Dool : Joost jeune